# Демчина Богдан Григорович
Богдан Григорович Демчина (нар. 8 серпня 1958) — український учений і підприємець. Доктор технічних наук (2003), професор, завідувач кафедри «Будівельні конструкції і мости» Національного університету «Львівська політехніка». Генеральний директор будівельної фірми «Каменяр» (Львів).

## Життєпис та діяльність
З 1980 року — інженер НДЛ-23 кафедри будівельних конструкцій Львівського політехнічного інституту. З 1981 р. — асистент кафедри будівельних конструкцій.
Захист кандидатської дисертації на тему: «Вогнестійкість монолітних нерозрізних плит перекриття по стальному профільованому настилу» (НИИЖБ м. Москва, 22.03.1990 р.), в якій запропонував підвищувати межу вогнестійкості сталебетонних конструкцій за допомогою раціонального розміщення додаткової арматури з врахуванням перерозподілу зусиль, що відбувається у нерозрізній конструкції при пожежі.
З 1996 року — завідувач кафедри «Будівельні конструкції» (з грудня 1996 р. перейменована на кафедру будівельних конструкцій та мостів) Національного університету «Львівська політехніка».
Захист докторської дисертації на тему: «Вогнестійкість одно- та багатошарових просторових конструкцій житлових та громадських будівель», (ХДТУБА м. Харків, 8 квітня 2003 р) в якій створив інженерний метод розрахунку межі вогнестійкості одно- і багатошарових просторових конструкцій на основі використання зв'язної динамічної задачі термопружності пластин. Вперше у натурному вогневому експерименті застосував метод акустичної емісії, яким підтвердив наявність перерозподілу зусиль при пожежі між окремими конструктивними елементами споруди. Створив нову контрольно-вимірювальну апаратуру для заміру, реєстрації та аналізу показів термопар та нові експрес-методики дослідження вогнезахисних покриттів, бетонів та металів на високотемпературну дію, ввів поняття межі вогнестійкості за ознакою токсичності для багатошарових конструктивних систем з використанням енергоефективних горючих утеплювачів.
З 17 червня 2004 року — професор кафедри будівельних конструкцій та мостів.
Видавнича діяльність: статей — 125, методичні розробки — 20.
Напрямок наукової діяльності: вогнестійкість залізобетонних та дерев'яних конструкцій; створення та дослідження нових вогнестійких матеріалів; дослідження міцності дощатоклеєних конструкцій; дослідження та проектування буронабивних паль та паль, що вдавлюються в ґрунт; дослідження та проектування пінобетонних конструкцій.